# Драгоби
Драгоби или Драгобија (алб. Dragobi) је насељено место у општини Тропоја у округу Кукеш, Албанија. Према попису из 1989. године било је 740 становника.
Према османском попису из 1485. године за Алтин, Драгобиљ (Драгоби) има шест кућа.
Драгоби су једно од насеља и братства племена Краснићи.